# Ракова (Підкарпатське воєводство)
Ракова (пол. Rakowa) — давнє українське село в Польщі, у гміні Тирява-Волоська Сяноцького повіту Підкарпатського воєводства. Населення — 307 осіб (2011).

## Розташування
Село розташовується в Солених Горах над річкою Тирява.

## Історія
До 1772 р. село ходило до Сяніцької землі Руське воєводства.
У 1772-1918 рр. — у складі Австро-Угорської монархії. У 1779 р. в селі була зведена дерев’яна церква Різдва Пресвятої Богородиці.
У 1888 році село належало до Сяніцького повіту, в селі нараховувалось 92 будинків і 542 мешканці (462 греко-католики, 53 римо-католики і 27 юдеїв), греко-католики села належали до парафії Тирява Волоська Ліського деканату Перемишльської єпархії.
У 1919-1939 рр. — у складі Польщі. На 1 січня 1939-го в селі з 800 жителів було 660 українці, 90 поляків і 50 євреїв. Село належало до Сяніцького повіту Львівського воєводства, в 1934-1939 рр. — у складі ґміни Мриголод.
12 вересня 1939 року німці окупували село, однак уже 26 вересня 1939 року мусіли відступити з правобережної частини Сяну, оскільки за пактом Ріббентропа-Молотова правобережжя Сяну належало до радянської зони впливу. 27.11.1939 постановою Верховної Ради УРСР село в ході утворення Дрогобицької області включене до Ліського повіту. Територія ввійшла до складу утвореного 17.01.1940 Ліськівського району (районний центр — Лісько). Наприкінці червня 1941, з початком Радянсько-німецької війни, територія знову була окупована німцями, які винищили євреїв. В серпні 1944 року радянські війська знову оволоділи селом. В березні 1945 року, в рамках підготовки до підписання Радянсько-польського договору про державний кордон зі складу Дрогобицької області правобережжя Сяну включно з селом було передане до складу Польщі.
Після Другої світової війни українське населення було піддане етноциду. Українці виселена на територію СРСР в 1945-1946 рр. та в 1947 році під час Операції Вісла депортовані на понімецькі землі, а на їхнє місце поселені поляки. Церква перетворена на костел, зараз — закрита.
У 1975-1998 роках село належало до Кросненського воєводства.

## Демографія
Демографічна структура станом на 31 березня 2011 року:
|          | Загалом | Допрацездатний вік | Працездатний вік | Постпрацездатний вік |
| -------- | ------- | ------------------ | ---------------- | -------------------- |
| Чоловіки | 172     | 59                 | 102              | 11                   |
| Жінки    | 135     | 35                 | 83               | 17                   |
| Разом    | 307     | 94                 | 185              | 28                   |